# 柳齊尼夫
50°43′3″N 26°40′11″E / 50.71750°N 26.66972°E
柳齊尼夫（烏克蘭語：Люцинів），是烏克蘭西北部的村莊，隸屬里夫內州的里夫內區。該村始建於1531年，面積0.85平方公里，海拔高度225米，2001年人口191，人口密度每平方公里224.4人。